# Kawasaki Ki-28
Kawasaki Ki-28 – japoński prototypowy myśliwiec, przeznaczony dla lotnictwa Cesarskiej Armii Japońskiej.

## Historia
Kawasaki Ki-28 był zmodyfikowaną wersją wcześniejszego samolotu Ki-5. Wolnonośny dolnopłat o metalowej konstrukcji. Posiadał częściowe płócienne pokrycie z również częściowo zakrytą kabiną. Podwozie stałe z płozą ogonową, koła głównego podwozia osłonięte owiewkami. Samolot posiadał ręcznie wychylane klapy krokodylowe do lądowania oraz ręczną chłodnicę cieczy. Prace nad projektem rozpoczęto w listopadzie 1935 roku, a zakończono w grudniu 1936 roku. Projekt nie wyszedł poza fazę budowy dwóch maszyn prototypowych.